# Долобецкий остров
Долобе́цкий о́стров (укр. Долобецький острів) — остров в затоке Днепра, находится напротив центральной части Киева, омывается водами Десёнки с запада, Русановской протокой с востока и Венецианской протокой с юга. Вместе с Венецианским островом образует парк «Гидропарк».

## Описание
Остров имеет почти прямоугольную форму, вытянутую с севера на юг. В центральной части находится затока, глубоко вдающаяся в остров с востока, и небольшое Центральное озеро. Южная часть низинная, с юго-запада в неё вдаётся небольшая затока.
Северная часть несколько возвышена, западный и северный берега слегка обрывисты, в основании которых имеются узкие песчаные пляжи. Вдоль побережья острова и по его центральной части тянутся песчаные гряды, типичные для поймы Днепра в районе Киева. Северо-восточное побережье низинное, иссечено пересохшими руслами бывших днепровских водотоков.
Южно-западная часть острова наиболее облагорожена. Здесь разбито три пляжа, два клуба, несколько кафе, спортплощадки и т. п.
В 1966 году через Венецианскую протоку построили железобетонный Венецианский мост, который объединил Долобецкий остров с Венецианским островом и направил часть потоков отдыхающих в южную часть Долобецкого острова.